# Boa Vista do Ramos
Boa Vista do Ramos là một đô thị thuộc bang Amazonas, Brasil. Đô thị này có diện tích 2586,83 km², dân số năm 2007 là 13120 người, mật độ 5,07 người/km².